# Acâș
Acâș (węg. Ákos) – wieś w Rumunii, w okręgu Satu Mare, w gminie Acâș. W 2011 roku liczyła 1934 mieszkańców. 